# تتويج جورج الخامس وزوجته ماري
تتويج جورج الخامس وماري (بالإنجليزية: Coronation of George V and Mary) هو الاحتفال الذي نُصِّب فيه جورج الخامس ملكًا على المملكة المتحدة ودول الكومنولث، وتُوجت فيه زوجته الملكة ماري ملكة قرينة. أُقيمت مراسم التتويج في كنيسة وستمنستر في لندن يوم الخميس 22 يونيو 1911.

## الخلفية
خلف جورج الخامس والده الملك إدوارد السابع بعد وفاته في 6 مايو 1910. كان من المعتاد تأجيل مراسم التتويج لما يزيد عن عام، للسماح بفترة حداد وللتحضير الرسمي للاحتفال.

## مراسم التتويج
أقيم الاحتفال في كنيسة وستمنستر، التي كانت مقرًا لتتويج الملوك البريطانيين منذ قرون. شهدت المراسم استخدام العديد من الرموز الملكية البريطانية مثل تاج القديس إدوارد، والصولجان، وخاتم السيادة. ترأس المراسم رئيس أساقفة كانتربري.
حضر المناسبة شخصيات ملكية من مختلف أنحاء الإمبراطورية البريطانية، بالإضافة إلى ممثلين عن الدول الأجنبية.

## الاحتفالات المصاحبة
شهدت المناسبة احتفالات وطنية واسعة في أنحاء بريطانيا والهند البريطانية والمستعمرات الأخرى. كما أقيم دوربار دلهي في الهند في ديسمبر 1911، حيث جرى إعلان جورج الخامس كإمبراطور للهند أمام النخبة الهندية.

## إرث التتويج
يُعد تتويج جورج الخامس أول تتويج يتم توثيقه باستخدام التصوير السينمائي، رغم منع التصوير داخل الكنيسة نفسها. كما مثّل لحظة رمزية في تاريخ الإمبراطورية البريطانية، التي كانت حينها في أوج قوتها.

## وصلات خارجية
- Westminster Abbey – George V Coronation
- Royal Collection Trust – Coronation of George V